# Le tre zie
Le tre zie (Die drei Tanten) è un film muto del 1921 diretto da Rudolf Biebrach. Sceneggiato da Ruth Goetz, aveva come interpreti Willi Allen, Josefine Dora, Adolf Klein, Olga Limburg, Lotte Neumann, Karl Huszar-Puffy, Johannes Riemann, Rosa Valetti, Emmy Wyda.

## Produzione
Il film fu prodotto dalla Maxim-Film Ges. Ebner & Co (Berlin).

## Distribuzione
Venne presentato in prima a Berlino il 10 febbraio 1921 mentre in Finlandia uscì il 9 maggio 1921.